# Chloroclystis rufogrisea
Chloroclystis rufogrisea är en fjärilsart som beskrevs av Holloway 1976. Chloroclystis rufogrisea ingår i släktet Chloroclystis och familjen mätare. Inga underarter finns listade i Catalogue of Life.